# Försvarsprinciper
Försvarsprinciper

## Centralförsvar
Principen om centralförsvaret växte fram under 1800-talet, starkt inspirerad av Napoleon I:s misslyckade ryska fälttåg. I det tidiga 1800-talets Europa hade centralförsvarsprincipen tillämpats i flera länder under Napoleonkrigen.
Principen går ut på att försvararen tillåter fienden att avancera in på det egna territoriet, men genom ständiga småstrider tröttar ut fiendens huvudstyrkor, för att till sist kunna besegra denne i ett avgörande koncentrerat anfall från en centralt placerad operationsbas. Genom att släppa fiendens huvudstyrka långt in i landet blir det även möjligt att skära av dennes underhållslinjer och därmed ytterligare försvaga honom.

Militärteoretikern, överstelöjtnanten och sedermera riksdagsmannen Johan Lefrén kom att fungera som sekreterare i en kommitté som tillsattes år 1819 för att utreda centralförsvarstanken i Sverige (se nedan). Han formulerade syftet sålunda:
”Fördelarna med försvarskrig i de inre delarna av eget land vilar på det enkla axiomet, att krigsoperationernas kraft avtager då operationslinjen tilltager. Den försvarande bör inledningsvis välja motståndarens transporter till mål för sina operationer och sorgfälligt undvika alla avgörande bataljer till dess fienden hunnit fördjupa sig långt in i landet och hans armé försvagats.”
Fördelen med en sådan strategi är att en glest befolkad nation inte behöver binda upp stora truppstyrkor för att försvara landets hela gräns. En nackdel är dock att det egna landet troligen kommer att härjas hårt av fienden. 
En extrem variant av centralförsvaret är den så kallade ”brända jordens taktik”, där invaderande trupper hindras från att använda landets resurser genom att dessa förstörs av de retirerande försvararna. Centralförsvarstanken kan också kombineras med gerillaförsvar där civilklädda försvarare gömmer sig inom befolkningen för att försvaga fiendestyrkorna och tvinga dem att sprida ut sig, genom ständiga småanfall och genom att hota deras bakre linjer och försörjningsvägar. En sådan försvarsmodell brukar emellertid provocera ockupanterna till övergrepp mot befolkningen. 

### Centralförsvarsprincipen i Sverige
Som konsekvens av förlusten av Finland 1809 hotades Stockholmsområdet av ryska trupper, vilka befann sig så nära som på Åland. Det var uppenbart att Sverige, med sin långa kustlinje, inte skulle kunna bygga och bemanna tillräckligt många fästningar för att helt förhindra en rysk invasion över Östersjön. En rysk landstigning skulle helt enkelt kunna ske på alltför många olika punkter. Centralförsvarsprincipen kom därför att lyftas fram i debatten som ett sätt att göra dygd av nödvändigheten: om det ändå inte var realistiskt att förhindra inledande ryska landstigningar, gällde det istället att se till att staten och krigsmakten förblev intakta och kunde förbereda motanfall. Detta skulle innebära att man prioriterade ner exempelvis flottan och kustförsvaret, för att istället skapa säkra och tungt befästa områden inne i landet, där armén kunde baseras och samla kraft.
Statsrådet Baltzar von Platen förespråkade vid denna tid fördelarna med en central fästning inne i landet där en vattenväg, vilket vid den tiden var den snabbaste kommunikationsvägen för mer omfattande logistik, gav förutsättningar för effektiva kommunikationer till och från fästningen. Baltzar von Platens tankar växte fram i ett viktigt sammanhang. Han var nämligen också den drivande kraften bakom det då pågående byggandet av Göta kanal, vilken skulle vara mycket väl lämpad att spela rollen som sammanbindande vattenväg tvärs över Sverige i ett centralförsvarssystem.
Frågan blev föremål för het debatt, inte minst mot bakgrund av att centralförsvartanken i vissa tolkningar kunde innebära att Stockholmsområdet prioriterades ned till förmån för befästningar längre in i landet. Även om centralförsvarsprincipen hade starka anhängare, framstod det samtidigt som otänkbart för många att lämna huvudstaden oförsvarad. Resultatet blev en blandning av strategiska principer. 
Den svenska planen för ett centralförsvar fastställdes till sist 1819 och omfattade en operationsbas i Tiveden, bestående av en depåfästning på Vanäs udde i Vättern och operationsfästningar i Jönköping och Askersund. Senare avsåg man även att upprätta operationsbaser på Frösön vid Östersund, och Boden. Byggandet av nödvändig infrastruktur och befästningsverk tog dock mycket lång tid och samtidigt togs olika hänsyn till andra intressen och försvarsvärda områden. Centralförsvarskonceptet kom därför med tiden att vattnas ur. Det övergavs stegvis under 1800-talets andra halva i takt med att den teknologiska utvecklingen skapade nya möjligheter och utmaningar.
I södra Sverige kom endast depåfästningen Karlsborgs fästning att färdigställas och Sverige erhöll därmed aldrig något riktigt centralförsvar. En modernisering av Vaxholms fästning blev klar 1863, senare kompletterad med fästningen Oscar-Fredriksborg. I södra Stockholm påbörjades Johanneshovs skans, som en del av stadens försvar. Befästningsverket fullbordades aldrig då bygget stoppades av ståndsriksdagen 1861.

## Periferiförsvar
En försvarsprincip som innebär att man upprättar sammanhängande system av befästa gränsposteringar med vilka man avser att hejda ett fientligt anfall redan vid gränsen.
Den huvudsakliga nackdelen är att det erfordras ett stort antal mycket kostsamma befästningar och att dessa kräver att man låser upp en stor del av landets trupper till deras försvar. Det blir då ont om operativa styrkor kvar för att slå fiendens huvudstyrka.[källa behövs]
Exempel på periferiförsvar är Siegfriedlinjen, Maginotlinjen och Korvlinjen (Norra Fronten och Södra Fronten för Stockholm).

## Invasionsförsvar
Ett invasionsförsvar är avsett att hindra en fientlig invasion av eget territorium. Sveriges försvarsmakt var under större delen av 1900-talet uppbyggt som ett invasionsförsvar baserat på allmän värnplikt, men under 1990-talet påbörjades en förändring för att i stället skapa ett insatsförsvar utfört av en yrkesarmé.[källa behövs]

## Insatsförsvar
En princip som går ut på att man genom intensivt underrättelsearbete skaffar sig information om fiendens avsikter och med små lättrörliga styrkor försöker möta och slå ett anfall i ett mycket tidigt skede. Principen kräver att man har bättre underrättelsetjänst och större rörlighet än fienden. Den kräver även ett större mått av aggressivitet än andra försvarsprinciper. Sveriges försvar har för närvarande tagit intryck av insatsförsvarets principer. [källa behövs]